# Equin coronavirus
Equin coronavirus (ECoV) er en coronavirus i betacoronavirus-slægten. 
Den rammer heste og æsler.
Symptomer på ECoV-infektion er anoreksi, sløvhed, feber og diarré.
Det er voksne heste der overvejende bliver ramt og der er sædvanligvis lav dødelighed.
Dog kan der være højere dødelighed for miniatureheste og unge dyr.
ECoV menes ikke at smitte mennesker.
Smittevejen hest og hest imellem er via afføring.
ECoV forekommer i Danmark.